# Амербух
Амербух (њем. Ammerbuch) општина је у њемачкој савезној држави Баден-Виртемберг. Једно је од 15 општинских средишта округа Тибинген. Према процјени из 2010. у општини је живјело 11.664 становника. Посједује регионалну шифру (AGS) 8416048.

## Географија
Амербух се налази у савезној држави Баден-Виртемберг у округу Тибинген. Општина се налази на надморској висини од 384 метра. Површина општине износи 48,1 km².

## Становништво
У самом мјесту је, према процјени из 2010. године, живјело 11.664 становника. Просјечна густина становништва износи 243 становника/km².